# Phaonia sordidisquama
Phaonia sordidisquama este o specie de muște din genul Phaonia, familia Muscidae, descrisă de Stein și Becker în anul 1908. Conform Catalogue of Life specia Phaonia sordidisquama nu are subspecii cunoscute.